# Bębnikąt (Rymań)

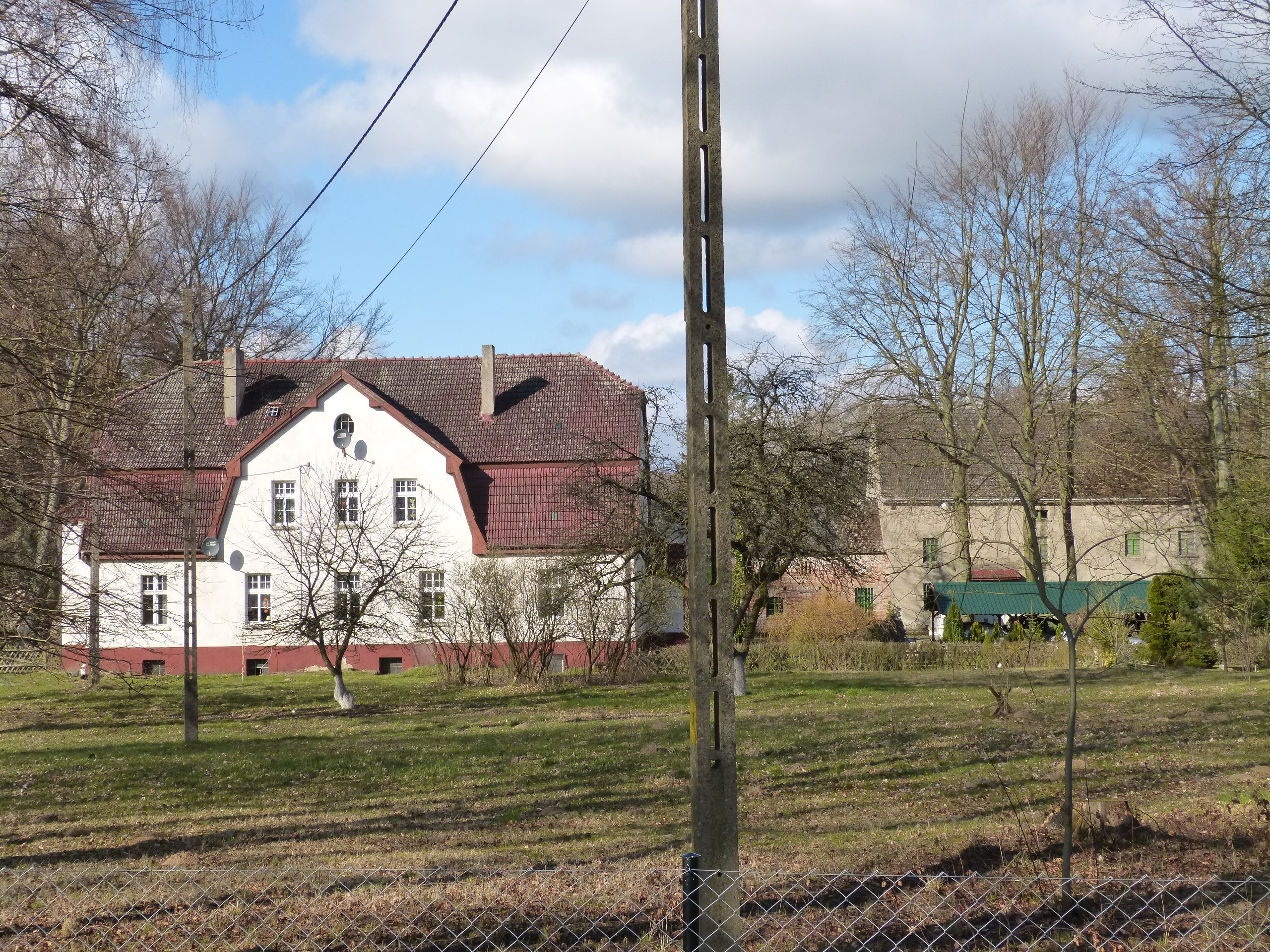
Bębnikąt, Ansicht Wohnhaus mit Wirtschaftsgebäude

Bębnikąt (deutsch Kölpiner Mühle) ist ein Wohnplatz in der Woiwodschaft Westpommern in Polen. Er liegt im Gebiet der Gmina Rymań (Landgemeinde Roman) und gehört mit dieser zum Powiat Kołobrzeski (Kolberger Kreis).

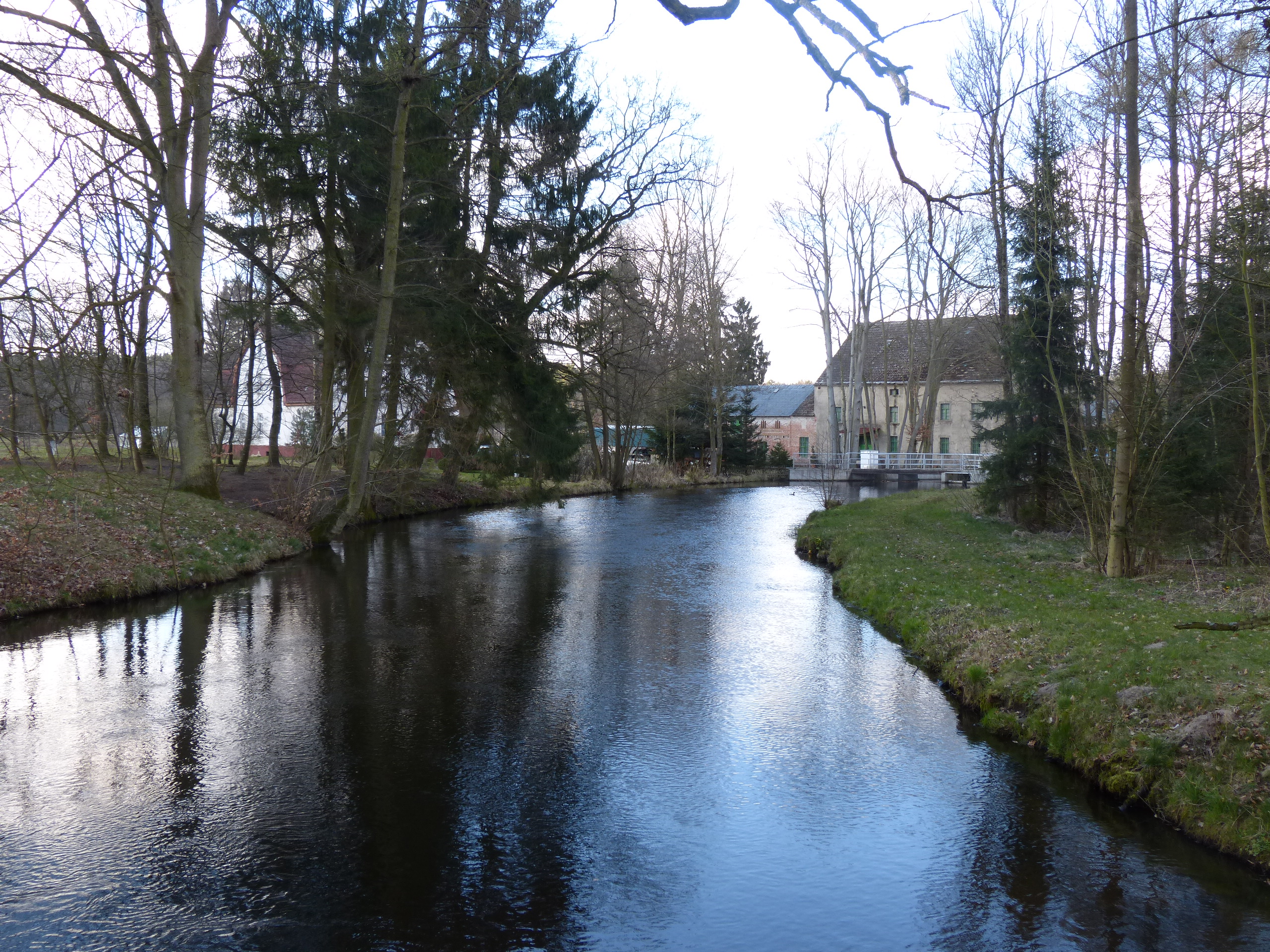
Bębnikąt (Kölpiner Mühle), Gesamtansicht an der Mołstowa

Der Wohnplatz liegt in Hinterpommern, etwa 85 Kilometer nordöstlich von Stettin und etwa 25 Kilometer südwestlich von Kołobrzeg (Kolberg), am Ufer der Mołstowa (Molstow). Die nächsten Nachbarorte sind etwa 1 Kilometer südöstlich der Wohnplatz Grąd (Grandhof), etwa 2 Kilometer nordöstlich das Dorf Starnin (Sternin) und etwa 2 Kilometer südlich das Dorf Kiełpino (Kölpin).
Der Wohnplatz ist aus einer Wassermühle hervorgegangen, die vermutlich schon im Mittelalter bestand. Um 1780 gehörte sie gemeinschaftlich den Besitzern der vier Anteile von Kölpin (Kölpin A bis D), von Streckentin B und von Sternin.
Im 19. Jahrhundert gehörte Kölpiner Mühle zunächst zum Gutsbezirk Kölpin A und B und ab etwa 1880 zur Landgemeinde Kölpin. Als Teil der Landgemeinde Kölpin gehörte Kölpiner Mühle bis 1945 zum Landkreis Kolberg-Körlin in der preußischen Provinz Pommern.
Nach dem Zweiten Weltkrieg kam Kölpiner Mühle, wie ganz Hinterpommern, an Polen. Der Wohnplatz erhielt den polnischen Ortsnamen Bębnikąt.
Bębnikąt gehört heute zum Schulzenamt Starnin in der Gmina Rymań.

## Entwicklung der Einwohnerzahlen
- 1816: 9 Einwohner[2]
- 1871: 6 Einwohner[2]
- 1905: 7 Einwohner[2]
- 2013: 3 Einwohner[3]